# Zgadywanie karty
Zgadywanie karty – rodzaj trików iluzjonistycznych, polegających na wskazaniu przez wykonującego trik karty wybranej przez uczestnika pokazu – widza. Iluzjonista poprzez odpowiednie operowanie kartami stwarza wrażenie, że potrafi – w jakiś niepojęty sposób – odgadnąć, którą kartę wybrał widz. W rzeczywistości w każdej z tego rodzaju sztuczek wykonujący trik zdobywa informację, którą kartę wybrał widz, jednak ten zwykle nie potrafi dostrzec, jak on to robi.

## Przykład wykonania triku
Do wykonania sztuczki Iluzjonista potrzebuje 24 karty do gry (wszystkie kolory od 9 do asa). Rozkłada następnie wszystkie losowo ułożone 24 karty na cztery równe stosy po 6 kart. Następnie prosi widza o wybranie jednej karty od 9 do asa oraz jej koloru. Następnie kolejno podnosi każdą z czterech stosów i odsłania wszystkie karty z danego stosu widzowi, po czym pyta, czy jego karta w nim jest. Operację przeprowadza aż do twierdzącej odpowiedzi widza. Następnie składa karty i rozkłada je na trzy stosy. Ponawia pytanie dla wszystkich trzech stosów, składa je, po czym rozkłada na dwa. Po spytaniu widza, w którym stosie jest jego karta, ponownie składa je w jeden stos, po czym przekazuje widzowi jego kartę.
1. Iluzjonista rozkłada 24 karty na 4 stosy po 6 kart. Mając talię wszystkich kart rozkłada je kładąc kolejne karty na kolejne stosy, tzn. pierwszą kartę kładzie na pierwszy stos, drugą na drugi stos, trzecią na trzeci stos, czwartą na czwarty stos, piątą na pierwszy stos itd. Widz wybiera stos, w którym jest jego karta (na rysunku oznaczony kolorem żółtym).
2. Po wytypowaniu przez widza stosu iluzjonista wie, że wybrana przez widza karta należy do jednej z sześciu kart w stosie (oznaczonych kolorem czerwonym na powyższym rysunku). Składa pozostałe stosy jeden na drugi, przy czym na samą górę kładzie stos, w którym jest karta widza.
3. Po rozłożeniu kart na 3 stosy (w taki sam sposób jak w punkcie pierwszym) iluzjonista wie, że wybrana przez widza karta może być jedną z dwóch pierwszych kart w każdym z trzech stosów (oznaczone one są kolorem czerwonym). Ponownie prosi widza, by ten wskazał stos, w którym znajduje się jego karta (na rysunku oznaczony kolorem żółtym).
4. Następnie składa stosy, pamiętając, by wytypowany przez widza stos położyć na wierzch (kolejność składania pozostałych jest obojętna), po czym ponownie rozkłada karty tym razem na dwa stosy w analogiczny sposób jak w punkcie pierwszym:
5. Iluzjonista wie, że wybrana przez widza karta jest dziewiątą w kolejności kartą w stosie pierwszym lub drugim. Następnie prosi widza o wytypowanie stosu z jego kartą, po czym kładzie jeden stos na drugi, pamiętając, by wytypowany znalazł się na wierzchu.
6. Następnie podaje widzowi dziewiątą kartę. Jest to karta, którą na początku wytypował widz.